# Selecció de futbol de l'Azerbaidjan

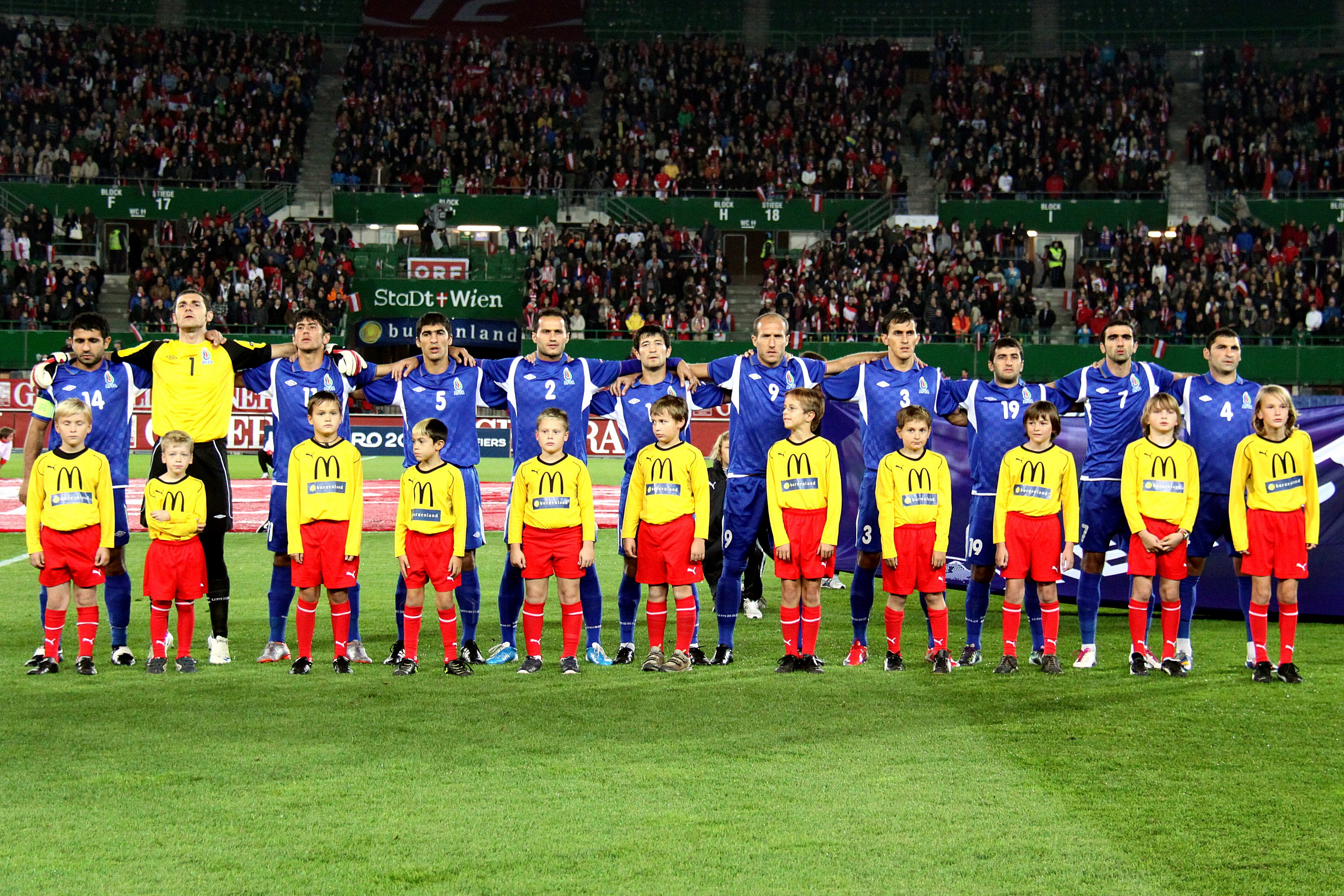
Azerbaidjan (2010-10-08)

La selecció de futbol de l'Azerbaidjan representa l'Azerbaidjan a les competicions internacionals de futbol. És controlada per l'Associació de Federacions de Futbol de l'Azerbaidjan.

## Participacions en la Copa del Món
- Del 1930 al 1994 - No participà, formava part de l'URSS
- Del 1998 al 2018 - No es classificà

## Participacions en el Campionat d'Europa
- Del 1960 al 1992 - No participà, formava part de l'URSS
- 1996 - 2016 - No es classificà

## Entrenadors
- Alakbar Mammadov 1992-1993
- Kazbek Tuayev 1993-1994
- Agaselim Mirjavadov 1994-1995
- Kazbek Tuayev 1995-1997
- Vagif Sadygov 1997-1998
- Ahmad Alaskarov 1998-2000
- Igor Ponomaryov 2000-2001
- Vagif Sadygov 2002
- Askar Abdullayev 2003-2004
- Carlos Alberto Torres 2004-2005
- Vagif Sadygov 2005
- Shakhin Diniyev 2005-2007
- Gjoko Hadžievski 2007-2008
- Berti Vogts 2008-2014
- Robert Prosinečki 2014-2017
- Gurban Gurbanov 2017-present

## Jugadors

### Jugadors amb més partits
Font:
| #  | Jugador           | Anys         | Partits | Gols |
| -- | ----------------- | ------------ | ------- | ---- |
| 1  | Rashad Sadygov    | 2001–2017    | 111     | 5    |
| 2  | Aslan Kerimov     | 1994–2008    | 80      | 0    |
| 3  | Kamran Aghayev    | 2008–present | 79      | 0    |
| 4  | Mahir Shukurov    | 2004–2015    | 76      | 4    |
| 5  | Mahmud Gurbanov   | 1994–2008    | 75      | 1    |
| 6  | Tarlan Ahmadov    | 1992–2005    | 75      | 0    |
| 7  | Gurban Gurbanov   | 1992–2005    | 68      | 14   |
| 8  | Emin Agayev       | 1992–2005    | 65      | 1    |
| 9  | Vüqar Nadirov     | 2004–present | 61      | 4    |
| 10 | Rahid Amirguliyev | 2007–present | 60      | 3    |

### Jugadors amb més gols
| #  | Jugador           | Anys         | Partits | Gols |
| -- | ----------------- | ------------ | ------- | ---- |
| 1  | Gurban Gurbanov   | 1992–2005    | 68      | 14   |
| 2  | Vagif Javadov     | 2006–present | 58      | 9    |
| 3  | Dimitrij Nazarov  | 2014–present | 37      | 8    |
| 4  | Elvin Mammadov    | 2008–present | 37      | 7    |
| 5  | Branimir Subašić  | 2007–2013    | 40      | 7    |
| 6  | Rauf Aliyev       | 2010–present | 47      | 7    |
| 7  | Zaur Tagizade     | 1997–2008    | 40      | 6    |
| 8  | Nazim Suleymanov  | 1992–1998    | 24      | 5    |
| 9  | Farrukh Ismayilov | 1998–2007    | 34      | 5    |
| 10 | Vidadi Rzayev     | 1992–2001    | 38      | 5    |

## Estadístiques
- Primer partit

| Geòrgia | 1 - 1 | Azerbaidjan |
| ------- | ----- | ----------- |
|         |       |             |

 Tbilisi, Geòrgia
| Geòrgia | 6 - 3 | Azerbaidjan |
| ------- | ----- | ----------- |
|         |       |             |

 Gurjaani, Geòrgia
- Major victòria

| Azerbaidjan | 4 - 0 | Liechtenstein |
| ----------- | ----- | ------------- |
|             |       |               |

 Bakú, Azerbaidjan
- Major derrota

| França | 10 - 0 | Azerbaidjan |
| ------ | ------ | ----------- |
|        |        |             |

 Auxerre, França